# Synagoga Arona Kona w Łodzi (ul. Piotrkowska 31)
Synagoga Arona Kona w Łodzi – prywatny dom modlitwy znajdujący się w Łodzi przy ulicy Piotrkowskiej 31.
Synagoga została założona w 1891 roku z inicjatywy Arona Kona, Chaima Wintera i Symchy Uberbauma. Została ona przeniesiona z lokalu przy ulicy Piotrkowskiej 33. Podczas II wojny światowej hitlerowcy zdewastowali synagogę.